# Monasterio de Zhiróvichi
El monasterio de la Santa Ascensión de Zhiróvichi (en bielorruso: Жыровіцкі манастыр) es un complejo religioso que pertenece a la Iglesia greco-católica bielorrusa y a la Iglesia católica y se localiza en Zhiróvichi, Bielorrusia.

## Historia
El monasterio fue fundado en el siglo XVI en el lugar donde, según una creencia popular, se encontró un icono de la Virgen María. La iglesia pronto se quemó y el icono se perdió. Muchos años después, el icono fue encontrado de nuevo con unas misteriosas huellas, atribuidas a la palma y el pie de la Virgen María. El icono se considera milagroso y la piedra pasó a formar parte del altar de la iglesia de la Exaltación de la Cruz. Desde entonces, el monasterio de Zhiróvichi es un importante lugar de peregrinación en Bielorrusia.
Hasta 1609 el monasterio era ortodoxo, luego pasó a manos de la orden uniata de Basilianos. Los edificios originales del monasterio eran de madera, pero en 1655 se produjo un gran incendio en el monasterio, después de lo cual el monasterio fue reconstruido en gran parte con piedra.
Una copia de la imagen de piedra fue llevada a Roma, donde se venera como la Madonna del Popolo en la iglesia de los Santos Sergio y Baco. En 1730, Atanasio Sheptitski, el Metropolitano greco-católico de Kiev y Galicia, coronó solemnemente a la Madre de Dios de Zhiróvichi con una corona romana bendecida por el Papa Benedicto XIII. Estando en manos de los uniatos, la sagrada imagen fue celebrada profundamente tanto por los uniatos como por los católicos. Una gran reverencia hacia este icono fue mostrada por los reyes de Polonia. En 1839, el monasterio volvió a la ortodoxia.
En 1915, el icono fue trasladado a la cripta de la Catedral de San Basilio en la Plaza Roja de Moscú. Sacado de contrabando de la Unión Soviética en un cargamento de mermelada, regresó a la diócesis de Grodno en 1938, perdiendo la mayoría de sus adornos. Hoy en día, el icono se conserva en la catedral de la Santa Asunción, en el monasterio de Zhiróvichi.
El monasterio existió incluso en la época soviética y en 1989 se convirtió en un seminario clerical, una institución educativa religiosa de alto nivel, que aceptaba a estudiantes de todos los países de la antigua Unión Soviética.

## Arquitectura
En el monasterio de Zhiróvichi hay tres templos: la catedral de la Santa Asunción (1613-1650, reconstruida en 1839), iglesia de las Apariciones de Dios (1796) e iglesia de la Santa Cruz (1769). Esta última está diseñada de tal manera que la entrada y el altar tienen una amplia escalera que hace que sea necesario subir lentamente las escaleras, deteniéndose en cada escalón para rezar. El complejo incluye muchos otros edificios, construidos principalmente en los siglos XVII y XVIII, como el edificio del seminario, las viviendas para monjes y seminaristas y las dependencias.

## Galería

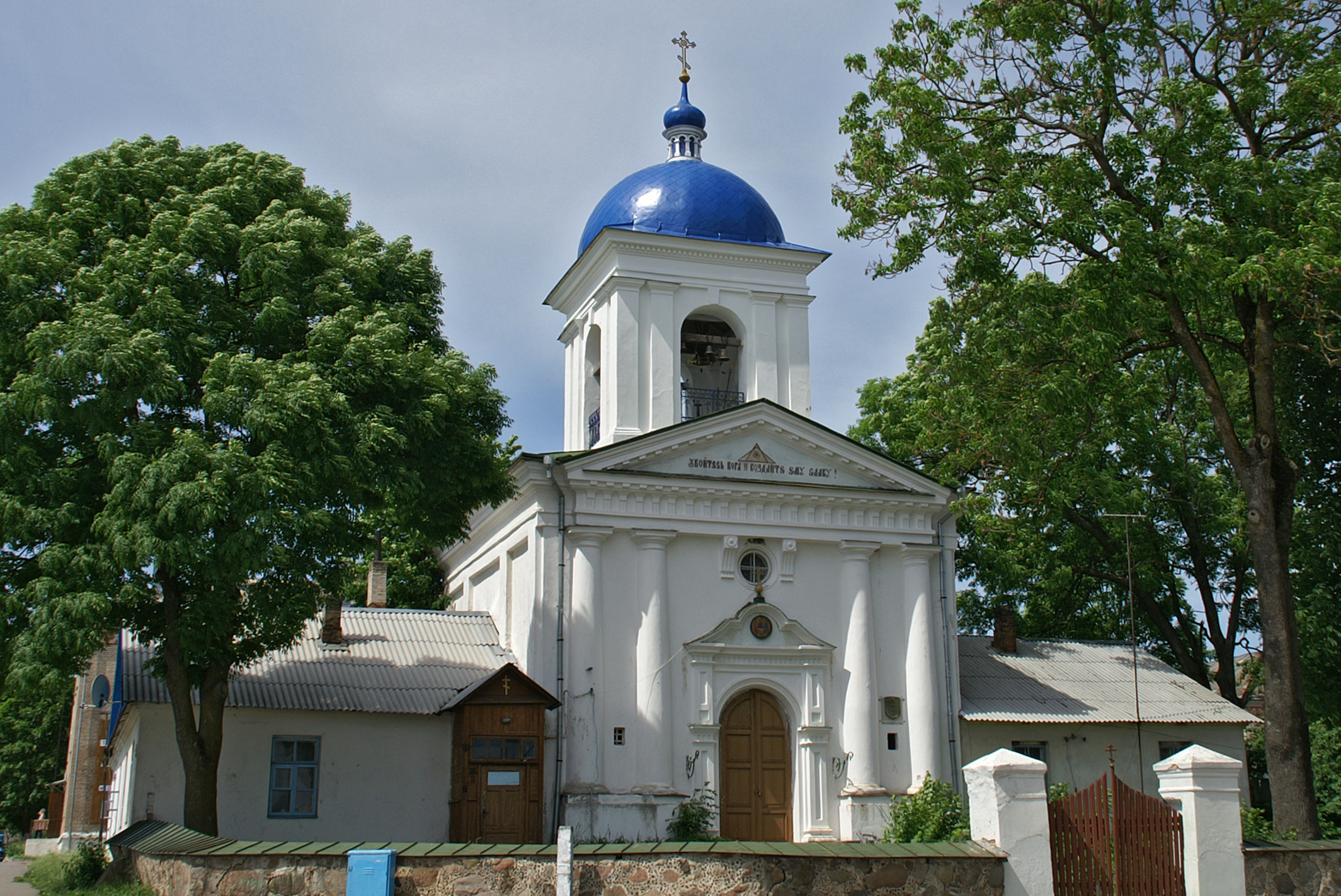
Fachada principal
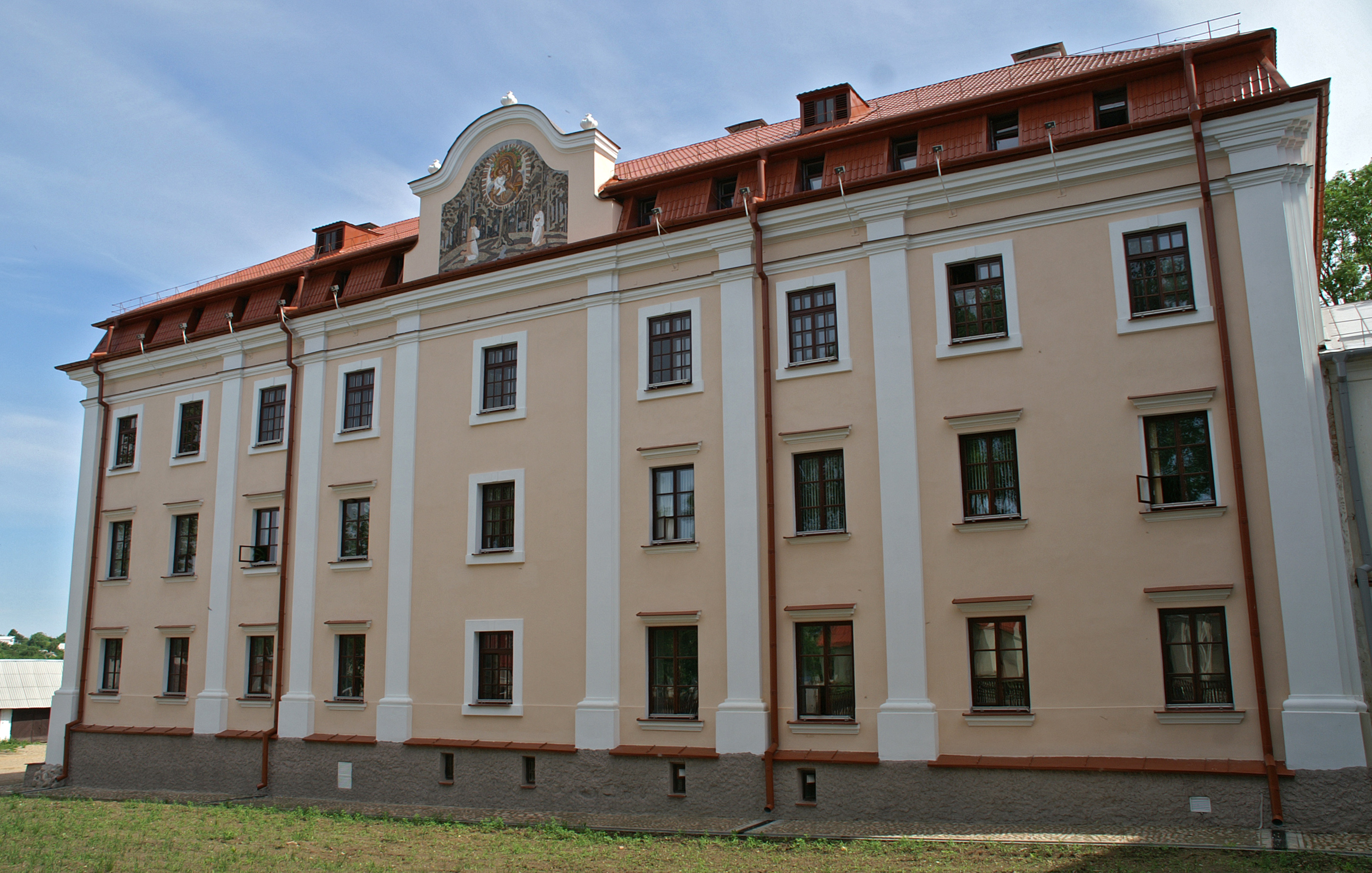
Edificio residencial
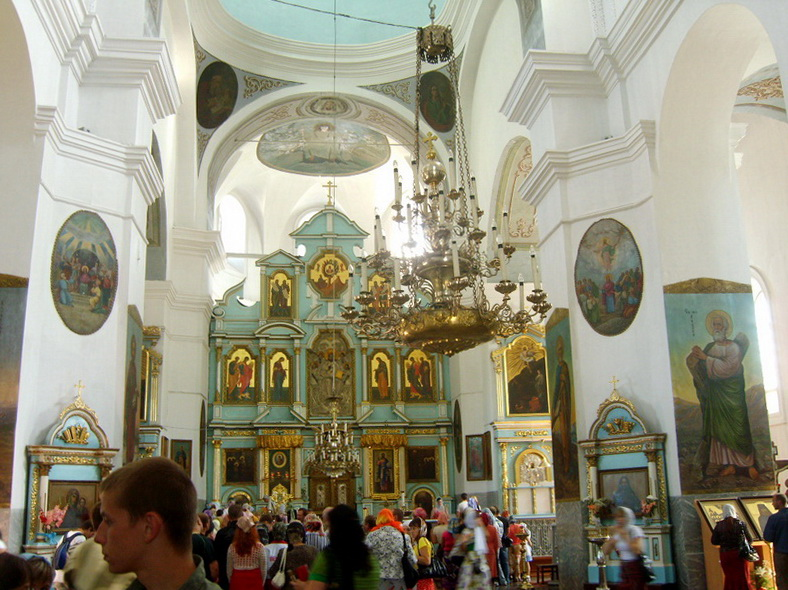
Interior de la catedral
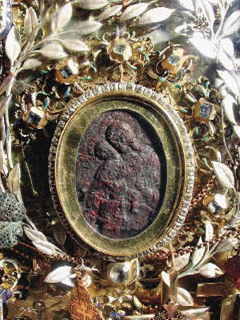
Icono